# ألبرت هنري (سياسي)
ألبرت هنري (بالإنجليزية: Albert Henry) هو لاعب اتحاد الرغبي وسياسي نيوزلندي، ولد في 11 يونيو 1907 في جزر كوك، وتوفي في 1981 في نفس البلد. حزبياً، نشط في حزب جزر كوك ‏. وقد انتخب عضو برلمان جزر كوك ‏.